# WTA Elite Trophy
De WTA Elite Trophy is een jaarlijks terugkerend tennistoernooi voor vrouwen dat aan het eind van het tennisseizoen wordt gehouden in de Chinese stadsprefectuur Zhuhai. Dit toernooi is de opvolger van het Tournament of Champions.
De WTA organiseert het toernooi, dat zich ontrolt op hardcourt. Anders dan bij de voorganger, kent dit toernooi zowel een enkel- als een dubbelspelcompetitie.

## Toernooistructuur
Aan het enkelspeltoernooi nemen twaalf speelsters deel. Elf van hen zijn degenen met de hoogste WTA-ranking die niet gekwalificeerd waren voor de WTA Finals – de twaalfde is een wildcard. Voor de groepswedstrijden worden zij ingedeeld in vier groepen. De vier winnaars gaan naar een halve finale en eventueel de finale.
Aan het dubbelspeltoernooi nemen zes koppels deel. Vier daarvan zijn degenen met de hoogste WTA-ranking die niet gekwalificeerd waren voor de WTA Finals – de andere twee zijn wildcard-teams. De zes teams worden ingedeeld in twee groepen voor groepswedstrijden. De winnende teams komen tegen elkaar uit in de finale.

## Enkel- en dubbelspeltitel in één jaar
| speelster           | in het jaar |
| ------------------- | ----------- |
| Beatriz Haddad Maia | 2023        |

## Finales

### Enkelspel
| Datum      | Locatie                                    | Naam                                       | Cat.                                       | ($)                                        | Ondergrond                                 | Winnares                                   | Verliezend finaliste                       | Uitslag                                    |                                            |
| ---------- | ------------------------------------------ | ------------------------------------------ | ------------------------------------------ | ------------------------------------------ | ------------------------------------------ | ------------------------------------------ | ------------------------------------------ | ------------------------------------------ | ------------------------------------------ |
| 2015-11-03 | Zhuhai                                     | WTA Elite Trophy                           | Year-End Championships                     | 2.150.000                                  | hardcourt (i)                              | Venus Williams                             | Karolína Plíšková                          | 7-5, 7-6                                   | details                                    |
| 2016-11-01 | Zhuhai                                     | WTA Elite Trophy                           | Year-End Championships                     | 2.214.500                                  | hardcourt (i)                              | Petra Kvitová                              | Elina Svitolina                            | 6-4, 6-2                                   | details                                    |
| 2017-10-31 | Zhuhai                                     | WTA Elite Trophy                           | Year-End Championships                     | 2.280.935                                  | hardcourt (i)                              | Julia Görges                               | Coco Vandeweghe                            | 7-5, 6-1                                   | details                                    |
| 2018-10-30 | Zhuhai                                     | WTA Elite Trophy                           | Year-End Championships                     | 2.349.363                                  | hardcourt (i)                              | Ashleigh Barty                             | Wang Qiang                                 | 6-3, 6-4                                   | details                                    |
| 2019-10-22 | Zhuhai                                     | WTA Elite Trophy                           | Year-End Championships                     | 2.419.844                                  | hardcourt (i)                              | Aryna Sabalenka                            | Kiki Bertens                               | 6-4, 6-2                                   | details                                    |
| 2020–2022  | toernooi geannuleerd wegens coronapandemie | toernooi geannuleerd wegens coronapandemie | toernooi geannuleerd wegens coronapandemie | toernooi geannuleerd wegens coronapandemie | toernooi geannuleerd wegens coronapandemie | toernooi geannuleerd wegens coronapandemie | toernooi geannuleerd wegens coronapandemie | toernooi geannuleerd wegens coronapandemie | toernooi geannuleerd wegens coronapandemie |
| 2023-10-24 | Zhuhai                                     | WTA Elite Trophy                           | Year-End Championships                     | 2.419.844                                  | hardcourt (i)                              | Beatriz Haddad Maia                        | Zheng Qinwen                               | 7-6, 7-6                                   | details                                    |

### Dubbelspel
| Datum      | Naam                                       | Cat.                                       | ($)                                        | Ondergrond                                 | Winnaressen                                | Verliezend finalistes                          | Uitslag                                    |                                            |
| ---------- | ------------------------------------------ | ------------------------------------------ | ------------------------------------------ | ------------------------------------------ | ------------------------------------------ | ---------------------------------------------- | ------------------------------------------ | ------------------------------------------ |
| 2015-11-03 | WTA Elite Trophy                           | Year-End Championships                     | 2.150.000                                  | hardcourt (i)                              | Liang Chen Wang Yafan                      | Anabel Medina Garrigues Arantxa Parra Santonja | 6-4, 6-3                                   | details                                    |
| 2016-11-01 | WTA Elite Trophy                           | Year-End Championships                     | 2.214.500                                  | hardcourt (i)                              | İpek Soylu Xu Yifan                        | Yang Zhaoxuan You Xiaodi                       | 6-4, 3-6, [10-7]                           | details                                    |
| 2017-10-31 | WTA Elite Trophy                           | Year-End Championships                     | 2.280.935                                  | hardcourt (i)                              | Duan Yingying Han Xinyun                   | Lu Jingjing Zhang Shuai                        | 6-2, 6-1                                   | details                                    |
| 2018-10-30 | WTA Elite Trophy                           | Year-End Championships                     | 2.349.363                                  | hardcourt (i)                              | Ljoedmyla Kitsjenok Nadija Kitsjenok       | Shuko Aoyama Lidzija Marozava                  | 6-4, 3-6, [10-7]                           | details                                    |
| 2019-10-22 | WTA Elite Trophy                           | Year-End Championships                     | 2.419.844                                  | hardcourt (i)                              | Ljoedmyla Kitsjenok Andreja Klepač         | Duan Yingying Yang Zhaoxuan                    | 6-3, 6-3                                   | details                                    |
| 2020–2022  | toernooi geannuleerd wegens coronapandemie | toernooi geannuleerd wegens coronapandemie | toernooi geannuleerd wegens coronapandemie | toernooi geannuleerd wegens coronapandemie | toernooi geannuleerd wegens coronapandemie | toernooi geannuleerd wegens coronapandemie     | toernooi geannuleerd wegens coronapandemie | toernooi geannuleerd wegens coronapandemie |
| 2023-10-24 | WTA Elite Trophy                           | Year-End Championships                     | 2.419.844                                  | hardcourt (i)                              | Beatriz Haddad Maia Veronika Koedermetova  | Miyu Kato Aldila Sutjiadi                      | 6-3, 6-3                                   | details                                    |